# Gerichtsbezirk Postelberg
Der Gerichtsbezirk Postelberg (tschechisch: soudní okres Postoloprty) war ein dem Bezirksgericht Postelberg unterstehender Gerichtsbezirk im Kronland Böhmen. Er umfasste Gebiete im westlichen Teil Nordböhmens im Okres Louny. Zentrum des Gerichtsbezirks war die Stadt Postelberg (Postoloprty). Das Gebiet gehörte seit 1918 zur neu gegründeten Tschechoslowakei und ist seit 1991 Teil der Tschechischen Republik.

## Geschichte
Die ursprüngliche Patrimonialgerichtsbarkeit wurde im Kaisertum Österreich nach den Revolutionsjahren 1848/49 aufgehoben. An ihre Stelle traten die Bezirks-, Landes- und Oberlandesgerichte, die nach den Grundzügen des Justizministers geplant und deren Schaffung am 6. Juli 1849 von Kaiser Franz Joseph I. genehmigt wurde. Der Gerichtsbezirk Postelberg gehörte zunächst zum Kreis Saaz und umfasste 1854 die 23 Katastralgemeinden Ferbenz, Ferbka, Großlippen, Imling, Lewanitz, Lippenz, Lischan, Mallnic, Mraiditz, Nehasic, Ploscha, Postelberg, Potscherad, Priesen, Schießglock, Semenkowitz, Skupitz, Sterkowic, Tattina, Weberschan, Wiedobl, Wischkowa und Wittoseß. Der Gerichtsbezirk Postelberg bildete im Zuge der Trennung der politischen von der judikativen Verwaltung ab 1868 gemeinsam mit dem Gerichtsbezirk Saaz (Žatec) den Bezirk Saaz.
Im Gerichtsbezirk Postelberg lebten 1869 9.395 Menschen, 1900 waren es 12.141 Personen. Der Gerichtsbezirk Postelberg wies 1910 eine Bevölkerung von 12.288 Personen auf, von denen 10.254 Deutsch (83,4 %) und 1.983 Tschechisch (16,1 %) als Umgangssprache angaben. Im Gerichtsbezirk lebten zudem 51 Anderssprachige oder Staatsfremde. Die tschechischsprachige Minderheit des Gerichtsbezirks lebte vor allem in der Gemeinde Jimlín (deutsch: Imling), wo fast ausschließlich Tschechischsprachige bzw. 52 % der tschechischen Minderheit des Gerichtsbezirks lebten. Rund ein Viertel der tschechischen Minderheit lebte in Postelberg.
Durch die Grenzbestimmungen des am 10. September 1919 abgeschlossenen Vertrages von Saint-Germain kam der Gerichtsbezirk Postelberg vollständig zur neugegründeten Tschechoslowakei, wobei die Gerichtseinteilung bis 1938 im Wesentlichen bestehen blieb. Nach dem Münchner Abkommen wurde das Gebiet dem Landkreis Saaz bzw. dem Sudetenland zugeschlagen und wurde nach dem Zweiten Weltkrieg Teil des Okres Louny, zu dem es bis heute gehört. Nachdem die Bezirksbehörden im Zuge einer Verwaltungsreform 2003 ihre Verwaltungskompetenzen verloren, werden diese von den Gemeinden bzw. dem Ústecký kraj wahrgenommen, zudem das Gebiet um Postoloprty seit Beginn des 21. Jahrhunderts mit anderen Bezirken zusammengefasst wurde.

## Gerichtssprengel
Der Gerichtssprengel umfasste 1910 die 22 Gemeinden Ferbenz (Rvenice), Ferbka (Vrbka), Großlippen (Lipno), Imling (Jimlín), Lewanitz (Levonice), Lippenz (Lipenec), Lischan (Lišany), Mallnitz (Malnice), Mraiditz (Mradice), Nehasitz (Nehasice), Ploscha (Blažim), Postelberg (Postoloprty), Potscherad (Počeradce), Priesen (Březno), Schießglock (Třískolupy), Semenkowitz (Seménkovice), Skupitz (Skupice), Sterkowitz (Strkovice), Tattina (Tatinná), Weberschan (Břvany), Wischkowa (Výškov) und Wittoseß (Bitozeves).